# Chiesa di Santa Maria delle Grazie (Melito di Napoli)
La Chiesa di Santa Maria delle Grazie è il principale edificio religioso di Melito di Napoli, situata al centro dell'abitato sulla strada che collega Napoli ad Aversa. Rappresenta un notevole esempio di architettura settecentesca di scuola vanvitelliana.

## Storia

### Origini
Le origini della chiesa risalgono a un'epoca molto antica. Secondo documenti d'archivio, già nel 987 esisteva in questo territorio un edificio di culto dedicato a Santo Stefano protomartire, come attestato da una pergamena dell'epoca che cita: «iuxta ecclesiam S. Stephani prothomartyris de arcu hereticorum».1

### La necessità di ricostruzione
Nel corso dei secoli, la primitiva chiesa subì varie trasformazioni fino a diventare una piccola struttura a navata unica con nove cappelle private, utilizzate anche come sepolture familiari. La posizione lungo la strada regia la rendeva meta di sosta per i pellegrini che tornavano dai loro viaggi, specialmente da Roma, prima di entrare a Napoli.2
Il 19 maggio 1743, durante una visita pastorale, il cardinale Giuseppe Spinelli, arcivescovo di Napoli, trovò la chiesa in uno stato di grave abbandono e decadenza, descrivendola come "angusta, danneggiata, senza coro sufficiente per lo svolgimento delle funzioni e con la sacrestia tutt'altro che dignitosa". Emanò quindi un severo decreto che ordinava all'Università (Municipio) del Casale di Melito di erigere una nuova fabbrica.12

### La ricostruzione
Nonostante le disposizioni del cardinale, per quindici anni gli amministratori dell'Università non spesero nulla per il restauro. Solo nel 1757, quando la chiesa minacciava di crollare, si decise di intervenire. Il 27 marzo 1757 si tenne un'assemblea pubblica nella Congrega di Santa Maria di Piedigrotta alla presenza del sindaco Nicola Russo e degli eletti Gennaro Viglione e Gaetano Bellotti, durante la quale si approvò la riedificazione della chiesa parrocchiale e si incaricò l'ingegnere Nicola Carletti di elaborare il progetto.12
Il 30 maggio dello stesso anno, Carletti presentò il suo lavoro al presidente della Regia Camera della Sommaria, Filippo Corvo, evidenziando due difficoltà principali: l'esiguità del terreno edificabile e le limitate risorse finanziarie disponibili. Il progetto, stimato inizialmente in 9.500 ducati, fu sottoposto al giudizio del regio ingegnere Giuseppe Astarita, che lo approvò dal punto di vista tecnico ma elevò il preventivo a 12.000 ducati, includendo costi aggiuntivi per la demolizione dell'antica chiesa, il trasporto dei ruderi, l'acquisto di case rustiche per ampliare l'area e l'impiego di materiali più pregiati.123
Il 30 luglio 1757, la direzione dei lavori fu affidata allo stesso Astarita, allievo del celebre Luigi Vanvitelli, che pur mantenendo la pianta a croce greca del progetto originale, ne rielaborò diversi aspetti. Il 24 maggio 1758, Monsignor Innocenzo Sanseverino, vicario generale di Napoli e vescovo titolare di Filadelfia, autorizzò il parroco Don Nicola Donadio a benedire la prima pietra. Durante i lavori, le funzioni religiose furono trasferite nella chiesetta di San Nicola, situata in località detta dell'Ormitella (o Olmitello), di proprietà delle monache domenicane dei Santi Pietro e Sebastiano.13
I lavori iniziarono nel 1759 e si protrassero per ben 17 anni. Finalmente, il 23 dicembre 1775, la nuova chiesa fu benedetta da Don Annibale Schiavetti, canonico della Collegiata di San Giovanni Maggiore, e il giorno di Natale si celebrò con una solenne liturgia il Te Deum di ringraziamento.123
Il campanile, distaccato dalla chiesa, fu eretto nel 1780 alla sua destra, con una spesa di duemila ducati, e successivamente fu collegato alla chiesa mediante l'inserimento di una scala che conduce alla canonica.23

## Architettura
La Chiesa di Santa Maria delle Grazie presenta un impianto simmetrico a croce greca sormontato da una grande cupola con lanterna, che le conferisce particolare maestosità. La facciata concava, con influenze di un gentile rococò, ricorda quella della chiesa di San Raffaele a Materdei a Napoli, costruita nel 1756 dallo stesso Astarita.13
L'architetto Astarita viene riconosciuto per aver saputo sfruttare al meglio il ristretto suolo edificabile, compensando tale limite con uno sviluppo verticale della costruzione.1
Il campanile si sviluppa per quattro ordini su base quadrangolare, con struttura realizzata in muratura listata a vista in tufo e laterizi. Ha sempre rappresentato un punto di riferimento per la comunità locale, scandendo con i suoi rintocchi le ore della giornata.3

## Patrimonio artistico
All'interno, la chiesa conserva opere di notevole pregio artistico, alcune delle quali provenienti dall'antica chiesa e altre acquisite in seguito alla soppressione degli ordini monastici agli inizi del XIX secolo:
- Un quadro su legno raffigurante Maria Santissima delle Grazie, recuperato dalla chiesa preesistente1
- Una statua lignea di Santo Stefano, eseguita nel 1675 dall'artista Angelo Picani (lo stesso che scolpì la statua di San Giuseppe nella chiesa napoletana di Sant'Agostino alla Zecca)1
- Un antico affresco di Santo Stefano staccato dalle pareti della chiesetta precedente e ricollocato in una nicchia a sinistra dell'ingresso3
- Un pulpito in marmi policromi3
- Confessionali intagliati in legno di noce3
- Acquasantiere in marmo scolpite a forma di conchiglie3